# Stenobothrus palpalis
Stenobothrus palpalis är en insektsart som beskrevs av Boris Petrovich Uvarov 1927. Stenobothrus palpalis ingår i släktet Stenobothrus och familjen gräshoppor. Inga underarter finns listade i Catalogue of Life.